# Cunegonde van Lotharingen
Cunegonde van Lotharingen (overleden in 1214) was een prinses uit het hertogdom Opper-Lotharingen. Ze behoorde tot het huis Lotharingen.

## Levensloop
Cunegonde was de dochter van hertog Ferry I van Lotharingen, die van 1205 tot 1206 hertog van Opper-Lotharingen was, en Ludmilla van Polen, een dochter van groothertog Mieszko III van Polen. 
Door haar vader werd ze uitgehuwelijkt aan Walram III van Limburg (1180-1226), die van 1214 tot 1226 graaf van Luxemburg en van 1221 tot 1226 hertog van Limburg en graaf van Aarlen was. Ze kregen volgende kinderen:
- Sophie, gehuwd met graaf Frederik van Altena-Isenberg. Hij werd de stamvader van het Duitse geslacht Limburg later de tak Limburg-Stirum en de tak Limburg-Broich.
- Mathilde, gehuwd met graaf Willem III van Gulik (zoon van Everhard van Hengenbach en Judith van Gulik),
- Hendrik IV (1195-1247), hertog van Limburg en graaf van Berg door huwelijk,
- Walram (-1242), heer van Monschau.

In 1214 overleed Cunegonde.